# 大福斯蒂娜
大福斯蒂娜（英語：Faustina the Elder，約100年—140年）是一位羅馬皇后，五賢帝之一的安敦寧·畢尤的妻子，兩人的女兒小福斯蒂娜日後亦成為羅馬皇后。